# Shāhpur (ort i Indien, Madhya Pradesh, Betūl)
Shāhpur är en ort i Indien.   Den ligger i distriktet Betūl och delstaten Madhya Pradesh, i den centrala delen av landet, 700 km söder om huvudstaden New Delhi. Shāhpur ligger 393 meter över havet och antalet invånare är 4 302.
Terrängen runt Shāhpur är platt åt nordost, men åt sydväst är den kuperad. Runt Shāhpur är det ganska tätbefolkat, med 166 invånare per kvadratkilometer. Det finns inga andra samhällen i närheten. Trakten runt Shāhpur består till största delen av jordbruksmark.